# 増木重夫
増木 重夫（ますき しげお、1952年〈昭和27年〉 - 2022年〈令和4年〉7月12日）は、日本の政治活動家。教育再生・地方議員百人と市民の会事務局長。大阪府在住。

## 人物
福井県出身。在日特権を許さない市民の会（在特会）関西支部長を務めていたが、小学校校長を脅した疑いで逮捕された事も有り、2009年4月6日付で関西支部長を解任された。

2010年10月、豊中市に活動拠点を置きながら福井県あわら市に虚偽の転出届を出し、電磁的公正証書原本不実記録・同供用の疑いで妻とともに逮捕される。本人は罪を認めた。
2019年4月、兵庫県加古郡播磨町議会議員選挙（定数14）にNHKから国民を守る党公認で立候補したが、住所として実際には住んでいない播磨町内のビジネスホテル所在地を届け出、居住実態がないとして、投じられた110票が無効となった。なお、ポスター掲示は無し、選挙公報掲載も希望せず、選挙運動を全くしなかった。
2022年7月12日11時20分に死去した事が、活動中のツイッターにおいて発表された。

## 著書
- 『「しつけ」の成績表 : 学校の成績はこれで決まる』栄光出版社、1995年6月。ISBN 9784754193225。